# Koroške ljudske pravljice in pripovedke
Koroške ljudske pravljice in pripovedke je zbirka slovenskih ljudskih pravljic, ki jih je zbral Vinko Möderndorfer, priredila Jana Osojnik, ilustrirala in opremila Jelka Reichman, natisnila pa Tiskarna Ljudske pravice v Ljubljani leta 1991.
Pravljice in pripovedke se po tematiki povezujejo in nadaljujejo, vendar pa bralcu ni potrebno prebrati vseh za razumevanje posamezne pravljice.

## Zbrane pravljice
V knjigi je zajetih 15 pravljic in pripovedk. To so:
- Svinjski rilec,
- Ajdi,
- Samson,
- Vrag v podobi zajca,
- Puščavnik Gregor,
- Vraga ni mogoče ukrotiti,
- Bom tako rajal, da bodo cokle drobne,
- Ofartna Polajnarica,
- Zakleta graščakinja,
- Kače so jo pikale,
- Zaklete duše,
- Trpljenje na onem svetu,
- Izgubljeni ženin,
- Papež Gregor.

## Kratki povzetki pravljic in pripovedk

### Svinjski rilci
Blizu Votlice proti Žerjavcu so ženske skale (peči) od koder se vidijo kamniti Svinjski rilci. Tukaj naj bi bil po poročanju Ledinikove babice , zakopan Vragov zaklad. Ledinik je premišljeval kako bi prišel do zaklada in vmes vzdihnil: »Škratec, da mi dnar!«. V trenutku se je prikazal velik črn pes, ki je pastirja zelo prestrašil. Ledinik ga je udaril s pasom na katerem je bilo z zlato nitjo izvezeno ime svete Trojice, pes pa je hotel še, vendar se je pastir ustrašil in zbežel domov, pes pa neznano kam izginil. Tako si je ledinik mogoče rešil življenje, mogoče pa zamudil priložnost dobiti želeni škaf zlatnikov.

### Ajdi
V starih časih so živeli velikani, s človeško podobo, ki so živeli nadnaravno dolgo, imenovani Ajdi. Vendar pa so se Ajdi iz roda v rod manjšali, a pridobivali na modrosti, dokler ni prišel naš rod - ljudje. Stari rodovi so bili zaradi tega žalostni in jezni ter ljudem napovedali vojno. A ker so bili ljudje zelo pametni so vse Ajde pretentali in vedno zmagali. To se je nadaljevalo skoraj do izumrtja Ajdov saj sta ostala le še brata iz Mežice, ki sta uničila cele Libuče in kmetu Anemariju pojedla vso hrano.

### Samson
Nezakonska mati je imela sina Samsona, ki se ga je Žal žena usmilila in ga ves čas bodrila in spodbujala pri različnih nalogah. Samson je postal tako močen, da mu noben več ni bil kos in zaposlil se je pri kmetu.  Vendar pa je samson zelo sovražil mestno gospodo in jim požgal polje, zato so mu nastavili neko žensko, ki je iz njega izbezala skrivnost, da tiči vsa njegova moč v njegovih treh sivih laseh. Pristal je v zaporu, kjer so mu obrili te tri sive lase in izgubil je vso moč, dokler mu niso le ti ponovno zrasli, takrat je porušil podporne stebre in stavba se je zrušila nanj in umrl, z njim pa tudi mestna gospoda.

### Vrag v podobi zajca
Štirje mladi fantje so imeli Kolomonove bukve in so si večkrat izmislili kakšno šalo in z njo strašili prijatelje. Nekega dne pa so se odločili, da prikličejo vraga v podobi zajca, saj bo ljudi spravljal v smeh. Tako so tudi naredili. Vrag v podobi zajca pa je bil besen saj je moral mimo ljudi v procesiji in vsi so se mu smejali, zato je začel udarjati okoli sebe. Na srečo pa se je le eden od fantov spomnil, da lahko vraga napodi s pomočjo knjige in je tako vse rešil.

### Ne smej se Vragu
Živel je puščavnik, ki je hotel po smrti živeti v nebesih zato se je cele dneve v puščavi odpovedoval ugodju. Na stara leta pa se je odločil, da gre v mesto pogledat kako so ljudje kaj pobožni. Stopil je v gostilno in videl Vraga kako sedi v kotu in si na oslovsko kožo zapisuje kdo bo šel v pekel. Videl je tudi dekle z angelskim obrazom, ki pa je opravljalo pregrešno delo natakarice in največkrat plesalo. Puščavnik se je žalosten zamislil kako noben od domačinov ne bo videl raja. Kmalu zatem pa se je Vragu med pisanjem koža raztrgala in Vrga je butnil z glav v zid, puščavnik pa se je iz srca nasmejal. Naslednji dan pa pride Angel k puščavniku in ta ga vpraša kje bo po smrti prelepo dekle. Angel mu odgovori, da v nebesih, saj je vsak dan delala pokoro s peskom v čevljih. Puščavnik pa ga je vprašal tudi kje bo sam končal in angel mu je povedal, da v peklu saj se je smejal tuji nesreči - Vragu.

### Puščavnik Gregor
Puščavnik Gregor je bil zelo kosmat in črn kakor črn oven in zaradi tega so ga ljudje zbadali ter mu dajali ogledalo, da naj se pogleda vanj in pove kaj vidi. Ta pa jim je odgovoril, da je videl hudiča, ki je kožo nategoval in nanjo zapisoval trgovce, ki so goljufali.

### Vraga ni mogoče ukrotiti
Rudarji so bili zelo drzni in so se radi šalili na račun Vraga. Peklenšček jim je zelo rad nagajal in premišljevali so kako se ga znebiti. Pa so ga nekega dne povabili na stavo, da ne more zdržati strela. In res, Vrag je nasedel stavi in z obema rokama zamašil luknjo, da mu strel ne bi ušel. Ko pa je počili, hudobe ni bilo nikjer več videli. Rudarji so se nekaj trenutkov veselili, potem pa opazili Vraga daleč od strelišča. Bil je brez praske in se jim smejal. Od takrat vsi vedo, da Vraga ni mogoče Ukrotiti

### Bom tako rajal da bodo cokle drobne
Hlapec si je v soboto zvečer delal cokle, kar pa gospodarju ni bilo po godu, saj je želel, da se spočije. Nagovarjal ga je, da ima še čas in, da naj se mu ne mudi tako zelo, hlapec pa je odgovoril, da bo še danes tako rajal da bodo cokle drobne. Tako je zvečer res odšel na ples v Malo Črno, zraven pa povabil moža, ki je spal pod križem. Mož je hlapca zgrabil za pas in vrtela sta se tako dolgo, da so bile cokle drobne.

### Ofartna Polajnarica
V starih časih je rado strašilo in takrat je moral papež Gregor duše umrlih zagovoriti za sto let, da je ljudi rešil strahov. Nekje na Poljanih pa je živela Polajnarica, ki je bila ničemurna in zahtevna, kar pa je njenega moža močno jezilo in tako jo je neke noči tako udaril, da je kmalu zatem umrla. Vendar pa je po smrti v hiši še vedno strašil njen duh in Polajnar je odšel po župnika. Ta je zagovarjal Polajnarico pod prižnico, mož pa je moral po kolenih trikrat okoli oltarja. Kjer je bila zagovorjena Polajnarica je še danes železna ograja.

### Zakleta graščakinja
Na levem bregu Meže je stal grad kjer je pogosto strašilo. Nekega dne je mimo šel Lovrenc in glas dekleta ga je zvabil v klet kjer so bili trije sodi napolnjeni z zlatom. Dekle mu je reklo nja trikrat pograbi, vendar ko je segel k prvemu sodu so se zlatniki spremenili v kače, pri drugem je okleval vendar vseeno pograbil in zlatniki so se spet spremenili v strupene živali. V tretji sod si ni upal seči in tako je dekle ostalo prekleto za večne čase.

V nekem gradu se je zadnja graščakinja zaradi pregreh spremenila v kačo, ki bi jo lahko odrešil samo Podnar. Ko ga je nekega dne srečala ga je poučila, do jo mora trikrat z leskovko po glavi, vendar se je Podnar tako ustrašil kače, da je zbežal in je ni odrešil. 

### Kače so jo pikale
Neka žena ni marala otrok in to je povedala tudi možu, s katerim v petih letih zakona tudi nista spočela otroka. Takrat je žena umrla in nekaj dni po pogrebu je odšel  njen mož v hišo in videl umrlo, ki je nekaj zibala. Žena ji je pokazala tri kače, ki so druga drugo pikale, ko pa jih je položila k prsim je stara mati videla, da so jo kače tako sesale, da je bila cela v krvi. Kasneje je župnik zagovoril ženo.

### Zaklete duše
Živel je poštenjak, ki je zaradi hudobije izgubil voljo do življenja in si je zaželel, da bi se pogreznil v zemljo. Kar naenkrat je pred seboj zagledal človeka vodnika. Skupaj sta odšla v podzemlje in gledala različne ljudi kaj počnejo kot pokoro za tisto, kar so delali na zemlji. Poštenjak se je zamislil in ko se je vrnil nazaj na zemljo je videl vse spremenjeno. Kasneje je ugotovil, da ga ni bilo kar petsto let.

### Trpljenje na onem svetu
Živel je kmet, ki je želel vedeti kako bo na onem svetu. Pojavi se je mladec, ki mu je pokazal dve možnosti, od tega nobena ni bila po želji kmeta. Mladec je izginil, kmet pa se je odločil, da se ne bo več pritoževal nad življenjem.

V neki vasi pa sta se dva soseda zmenila, da se bosta drug drugega povabila na svatbo, vendar je en prej umrl. Prijatelj ga je vseeno povabil in mrtvec je prišel. Ženin se mu je lepo zahvalil, ta pa ga je povabil na pokopališče, kjer je stala vrba na njej pa črne ptce. Ženin je zatresel vrbo, da so ptice popadale v vodo in tako je rešil duše umrlih otrok.

### Izgubljeni ženin
Ožbalt se je pri petindvajsetih letih odločil, da se poroči. Nekega večera se je sprehajal in naletel na mrtvaško glavo ter jo brcnil, zraven pa zamrmral, da lahko pride tretjo nedeljo na njegovo poroko. Glava mu je odgovorila, da bo prišla. In tako je res prišel lepo oblečen tujec na Ožbaltovo poroko, ob polnoči pa ga je tujec povabil na svojo svatbo. Ožbalt mu ni mogel odkloniti in sta odšla na pokopališče, kjer sta vstopila v drugi svet. Ožbalt se ni hotel vrniti nazaj, ko pa so ga le postavili pred vrata je videl čisto novo vas. Odšel je v cerkev, kjer so mu povedali, da je izginil pred stotimi leti.

### Papež Gregor
Neki grofici je grozila nevarnost, da bi jo oče živo zazidal, saj se je pregrešila in zanosila. Zato je svoje dete položila v skrinjico in zraven dodala svojo sliko, škofovsko palico, tisočak ter listek na katerem je pisalo, da naj se dečka vzgoji in krsti na ime Gregor. Ko je skrinjica potovala po reki jo je našel mlinar in dečka vzel k sebi, čeprav ste z ženo že imela šest svojih otrok. Vzgajala sta ga kot svojega in ga krstila za Gregorja. Nekega dne pa so začeli na vasi Gregorja zmerjati za povodnega črva. Odločil se je da od matere z grožnjo izve zakaj ga tako kličejo. Ko mu je mati povedala da ni njen sin in da je priplaval po reki, je vzel skrinjico in vse kar je bilo zraven, razen tisočaka in odšel. V mestu je srečal najbogatejšega trgovca, ki ga je vzel k sebi in Gregor je začel delati v njegovi trgovini. Ljudje so kar drli v prodajalno in vsak je hotel da mu postrezi prav Gregor, vendar pa to Gregorju ni bilo dovolj in je hotel iti na Turško. Na poti pa je imel probleme zato je prišel trgovec po njega. Komaj sta se vrnila domov, je prišla k trgovcu lepa vdova, ki je želela da gre Gregor k njej prodajati v trgovino saj nima nič strank. Gregor je privolil, trgovinica je oživela in strank je bilo na kupe. Ko je vdova to videla, ga je prosila če se poroči z njo. Gregor si je priboril omaro s ključem in vanjo zaklenil skrinjico ter vse kar je spadalo zraven. Ženi ni nikoli govoril o svoji preteklosti in ji ni pustil odpreti omare. Ko pa je bil enkrat zdoma, je žena z rezervnim ključem odprla omaro in našla skrinjico ter ugotovila da je ona njegova mati. Gregor je vzel svoje stvari in odšel, da bi delal pokoro. Prišel je do ribiča in ga prosil, da naj ga sezida med skalovje, ključ od vrat pa je vrgel v reko in dejal da pride med ljudi ko bo nekdo našel ključ. V tem času pa je v Rimu ravno umiral sedanji papež, ki je želel da ga nadomesti Gregor iz puščave. Tako so ga po njegovi smrti res začeli iskati. Po naključju so našli ključ v ribinem trebuhu in ga odpeljali v Rim, kjer je postal Papež Gregor. Nekega dne pa je k spovedi prišla njegova mati in od takrat sta srečno živela v Rimu.

## Tematika
V knjigi zelo prevladuje tematika o življenju na onostranstvu in vplivu cerkve na posameznika. To se kaže tudi v veliki prisotnosti Vraga oz. hudobca v pravljicah. Ljudje delajo tako kot narekuje cerkev, da bi prišli v raj. V določenih pravljicah je tudi zelo nadzorno prikazana pokora ljudi na onostranstvu kot kazen za to kar so delali na zemlji.